# 厄棘蛙
厄棘蛙（学名：Nanorana ercepeae）也称厄蛙，一种分布于尼泊尔西部地区的两栖动物，隶属于叉舌蛙科倭蛙属。本种的模式标本是通过法国科研中心喜马拉雅中部地区生态和地质处“252合作研究项目”（la RCP 252 « Écologie et géologie de l'Himalaya central »）采集到的，种加词即取自法语“合作研究项目”（Recherche Coopérative sur programme）的缩写“RCP”这三个字母的音译。